# Aeroportul Internațional Veer Savarkar
Aeroportul Internațional Veer Savarkar (IATA: IXZ, ICAO: VOPB) este un aeroport din Insulele Andaman și Nicobar, India ce deservește zona Port Blair. Aeroportul a fost tranzitat în decembrie 2022 de 136.682 de pasageri. A fost deschis în 20 ianuarie 2005 și numit după Vinayak Damodar Savarkar⁠(d).
Situat la o altitudine de 4 m, aeroportul dispune de 1 pistă. Este operat de Airports Authority of India⁠(d).

## Infrastructură

### Piste
Aeroportul dispune de o singură pistă. Pista 04/22 are suprafața de asfalt și dimensiunile 3.290 m × 45 m. 